# KIF2C
La proteína similar a la kinesina KIF2C es una proteína que en humanos está codificada por el gen KIF2C.
La proteína codificada por este gen es un miembro de la familia de proteínas similares a la quinesina. La mayoría de las proteínas de esta familia son motores moleculares dependientes de microtúbulos que transportan orgánulos dentro de las células y mueven los cromosomas durante la división celular. Esta proteína actúa para regular la dinámica de los microtúbulos en las células y es importante para la segregación cromosómica en anafase y puede ser necesaria para coordinar el inicio de la separación del centrómero hermano.